# Carmichaèlia
Carmichaelieae és una tribu de plantes amb flors que pertany a la subfamília faboideae dins de la família de les fabàcies.

## Gèneres
- Carmichaelia
- Chordospartium
- Corallospartium
- Notospartium
- Streblorrhiza